# James Day
James E. Day –conocido como Jim Day– (2 de julio de 1946) es un jinete canadiense que compitió en la modalidad de salto ecuestre.
Participó en tres Juegos Olímpicos de Verano entre los años 1968 y 1976, obteniendo una medalla de oro en México 1968 en la prueba por equipos. Ganó tres medallas en los Juegos Panamericanos, en los años 1967 y 1975.

## Palmarés internacional
| Juegos Olímpicos     | Juegos Olímpicos          | Juegos Olímpicos  | Juegos Olímpicos |
| Año                  | Lugar                     | Medalla           | Categoría        |
| -------------------- | ------------------------- | ----------------- | ---------------- |
| 1968                 | Ciudad de México (México) | Medalla de oro    | Por equipos      |
| Juegos Panamericanos |                           |                   |                  |
| Año                  | Lugar                     | Medalla           | Categoría        |
| 1967                 | Winnipeg (Canadá)         | Medalla de oro    | Individual       |
| 1967                 | Winnipeg (Canadá)         | Medalla de bronce | Por equipos      |
| 1975                 | Ciudad de México (México) | Medalla de plata  | Por equipos      |